# Bonneterie cévenole
 (octobre 2023).
La Bonneterie cévenole,est une société par actions simplifiée fondée en 1929, autrefois productrice et distributrice de bas de soie et aujourd'hui de multiples produits tricotés dont le siège social est situé à Guilherand-Granges (Ardèche), et propriétaire de plusieurs marques dont Montagut.
Pendant les années noires, la Bonneterie Cévenole hébergera des réfugiés au Buis, et des camions de l'entreprise serviront à la résistance pour faire des actions armées. 
La société utilisait des machines à tricoter rectilignes pour sa production de bas de soie, et a été dépassée dans les années 1950 par l'arrivée des machines circulaires, aux États-Unis ou en Italie par exemple, qui ont abaissé les coûts de production et fait des bas (le nylon remplaçant progressivement la soie) des produits de grande consommation, car plus simples à fabriquer sans couture et donc moins chers. Elle a dû modifier son activité et se réorienter vers les productions de vêtements en maille fine, d'abord des pullovers ou polos puis progressivement une gamme plus large de produits.
La société s'est ensuite tournée vers l'international pour exporter largement ses polos produits dans une nouvelle matière (le Fil Lumière) sous la marque Montagut.